# TuS Hachenburg
Der Turn- und Sportverein Hachenburg 1846/1919 e.V. ist ein deutscher Sportverein mit Sitz in der rheinland-pfälzischen Stadt Hachenburg in der gleichnamigen Verbandsgemeinde im Westerwaldkreis. Die Mitgliederzahl beträgt über 1700, damit ist der Sportverein der größte in seinem Landkreis.

## Geschichte

### Fußball

#### Nachkriegszeit
Zur Saison 1947/48 wurde die erste Fußball-Mannschaft in die zweitklassige Landesliga Rheinland eingegliedert. Dort hielt sich die Mannschaft jedoch nicht lang und stieg schnell wieder ab.

#### Heutige Zeit
Seit dem Jahr 1994 ist die Abteilung Teil einer Spielgemeinschaft mit dem SGN Müschenbach. In der Saison 2007/08 spielte diese in der Kreisliga A Kreis Westerwald/Sieg, stieg am Ende der Spielzeit jedoch mit 26 Punkten über den zwölften Platz in die Kreisliga B ab. Nach der Saison 2009/10 gelang mit 73 Punkten hier der Meistertitel und damit der direkte Wiederaufstieg. Bereits nach der Saison 2011/12 gelang mit 60 Punkten die abermals die Meisterschaft und der Aufstieg in die Bezirksliga Rheinland Ost, wo die Klasse bis heute gehalten werden konnte.

### Leichtathletik
Bei den deutschen Leichtathletik-Meisterschaften 1987 kam die für den TuS startende Christiane Leukel mit 4:26,55 min über die 1500 m auf den siebten Platz. Im Jahr 2005 landete zudem das Zehnkampf-Team mit 19.324 Punkten auf dem vierten Platz der Endwertung.